# Cunégonde de Saxe
Marie-Cunégonde de Saxe ou Cunégonde de Saxe (en allemand, Maria Kunigunde von Sachsen), née le 10 novembre 1740 à Varsovie, morte le 8 avril 1826 à Dresde, est un membre de la Maison royale de Saxe, titrée princesse de Pologne, de Lituanie et de Saxe, appartenant à la branche « albertine » de la Maison de Wettin. Elle est faite membre de l'ordre de la Croix étoilée et de l'abbaye de Bilzen. Plus tard, elle devient abbesse de Thorn et d'Essen.

## Biographie

### Jeunesse
Marie-Cunégonde de Saxe est le quinzième et dernier enfant d'Auguste III, roi de Pologne, duc-électeur de Saxe (sous le nom de Frédéric-Auguste II), et de la reine et Electrice née Marie-Josèphe, archiduchesse d'Autriche, princesse de Bohême et de Hongrie, fille de l'empereur Joseph Ier du Saint-Empire et de l'impératrice née Wilhelmine-Amélie de Brunswick-Lunebourg.
Le roi de Pologne aime la chasse, fréquente l'opéra, entretient une grande collection d'art et montre un grand sens de la famille. Cependant il s'occupe peu de ses fonctions de gouvernement et laisse ses principaux ministres, Heinrich von Brühl et Aleksander Józef Sułkowski, s'en occuper. Le couple royal attache beaucoup d'importance à l'éducation de leurs enfants : ainsi Cunégonde étudie le latin, le français, l'anglais, la philosophie, la géographie, la religion, le dessin, la musique et la danse. Elle participe à des opéras et des Singspiele à la cour de Dresde, et joue notamment le rôle-titre de l'opéra Leucippo de Johann Adolph Hasse.

### Candidate au mariage

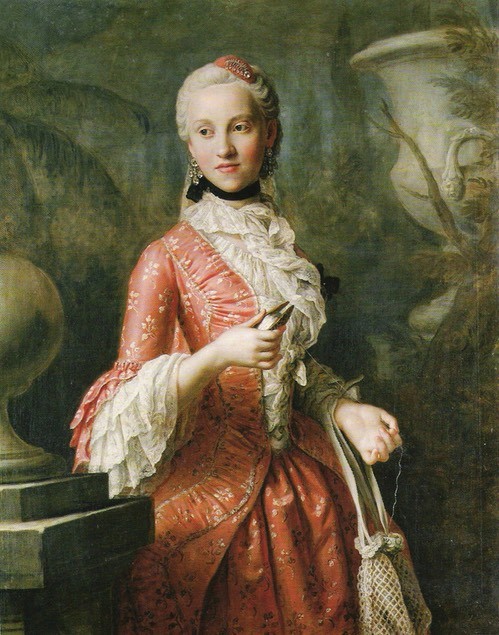
Cunégonde de Saxe en costume de cour, filant ; peinture par Pietro Antonio Conte Rotari

Membre d'une famille régnante, Cunégonde est destinée à un mariage princier pour consolider les relations politiques de la Maison de Wettin. Ses sœurs aînées ont épousé des souverains : Marie-Amélie (décédée en 1760) fut reine de Naples et de Sicile puis d'Espagne, Marie-Anne est électrice de Bavière et Marie-Josèphe a épousé le dauphin de France.
Son père envisage de la marier au futur Joseph II du Saint-Empire, la première épouse de Joseph, Isabelle de Bourbon-Parme, étant décédée sans avoir laissé d'héritier ; de plus, l'impératrice Marie-Thérèse d'Autriche presse son fils de se remarier pour avoir un héritier. Joseph envisage d'abord d'épouser la sœur d'Isabelle, Marie-Louise de Bourbon-Parme, mais celle-ci est déjà fiancée au futur roi Charles IV d'Espagne. Il demande à Charles III d'Espagne, le père de Charles IV, de rompre les fiançailles, mais cela lui est refusé. L'impératrice et son chancelier envisagent alors de marier Joseph à une princesse de Bavière ou de Saxe. En 1764, Joseph quitte Vienne à la rencontre de prétendantes.
La cour de Saxe à Dresde souhaite que Joseph épouse Cunégonde, pour pallier les difficultés financières de la Saxe. Un dîner est « secrètement » arrangé entre eux à Teplice en Bohême. Cependant Cunégonde ne parvient pas à prononcer un mot pendant le repas, et Joseph la trouve trop timide pour devenir son épouse. Il épouse finalement la cousine de Cunégonde, Josépha de Bavière, qu'il ne trouve pas belle, mais plus sûre d'elle. Le mariage de Josépha est des plus malheureux, ce qui est épargné à Cunégonde ; cependant, les rumeurs de son rendez-vous « secret » manqué se répandent dans les cours d'Europe, lui ôtant pratiquement toute chance de faire un bon mariage.

### Élection à la charge d'abbesse

#### Contexte politique
L'un des objectifs politiques de la Maison de Wettin est d'accroître son influence dans le Cercle du Bas-Rhin-Westphalie, au nord-ouest du Saint-Empire romain germanique. La cour de Dresde demande alors à celle de Vienne de nommer Cunégonde princesse-abbesse d'un prestigieux couvent de dames nobles, en compensation de ses projets de mariage avortés. Cependant, les deux cours ont du mal à s'entendre sur l'abbaye qui conviendrait. Vienne propose d'abord de nommer Cunégonde coadjutrice et héritière désignée de l'abbaye de Hradčany, fondée par l'impératrice Marie-Thérèse au château de Prague. Mais Dresde s'y oppose, considérant que l'abbaye, qui appartient aux pays de la Couronne de Bohême, est en dessous de la condition d'une princesse de Saxe. Dresde demande pour elle une abbaye jouissant de l'immédiateté impériale, donnant ainsi à Cunégonde le titre de princesse impériale et un rang égal aux princes régnants. En 1766, ils demandent pour elle les abbayes de Bilzen, Essen et Thorn.

#### Bilzen
Les tentatives de la Saxe de donner l'abbaye de Bilzen à Cunégonde échouent en 1766. L'abbesse Antoinette d'Eltz-Kempenich était d'accord pour abdiquer en faveur de Cunégonde, mais le chapitre s'y oppose fermement, insistant pour que toutes les procédures normales soient respectées. Entre autres, Sophie de Stadion-Tannhausen demande les preuves de la noblesse de Cunégonde, confirmées par deux électeurs ou deux princes impériaux, et exige que l'abbesse réside dans son abbaye, ce qui n'est pas inhabituel dans une abbaye de femmes à cette époque, mais inacceptable pour la cour de Dresde, qui considère notamment la demande de preuves de noblesse comme une insulte. Ce n'est qu'après avoir obtenu une dispense papale de résider à l'abbaye, et l'intervention de Joseph II, que le chapitre admet Cunégonde comme membre du collège de l'abbaye. À ce moment, il n'est plus question d'envisager sa nomination comme abbesse, mais seulement de préserver la dignité de la cour impériale, qui a déjà décidé de nommer Cunégonde abbesse d'Essen et Thorn à la suite d'Anne-Charlotte de Lorraine, tante de l'empereur, à qui a succédé la quasi-octogénaire Françoise-Christine de Palatinat-Soulzbach.

#### L'élection
En 1775, Cunégonde est élue coadjutrice d'Essen et Thorn, avec le droit de succéder à l'abbesse de l'époque, Françoise-Christine de Sulzbach (1696-1776). L'élection est unanime, ce qui n'est pas surprenant sachant que les cours de Vienne et de Dresde ont versé 45 000 guilders aux chanoines et chanoinesses électeurs. Françoise-Christine a alors 79 ans, et sa santé est déclinante. Elle meurt le 16 juillet 1776 et Cunégonde lui succède le même jour. En tant que princesse-abbesse d'une abbaye impériale, elle a le droit de siéger et de voter à la Diète d'Empire, et tous les droits et obligations d'une princesse impériale (comme le droit de basse justice, le droit de lever des taxes, de légiférer, de frapper de la monnaie, et l'immunité).

#### Abbesse de Thorn et d'Essen

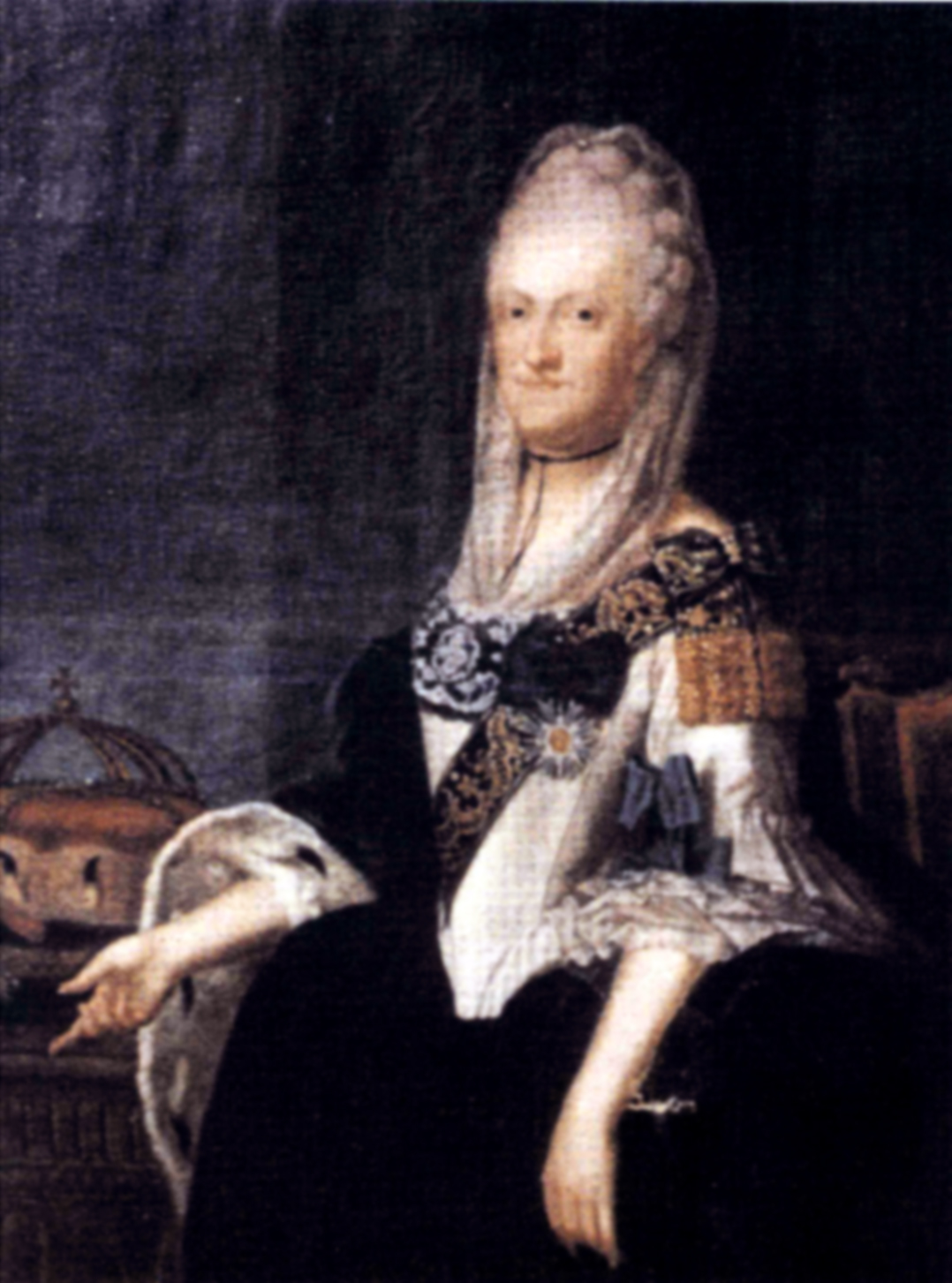
Cunégonde, abbesse de Thorn et d'Essen.

Lorsque Cunégonde en devient l'abbesse, l'abbaye d'Essen est très en vue. Cependant, Cunégonde, habituée à la vie de la cour de son père à Dresde, ou de son frère Clément Wenceslas de Saxe à Coblence (archevêque-électeur de Trêves depuis 1768), où elle passe le plus clair de son temps après 1769, n'a guère envie d'y résider. Le bâtiment principal de l'abbaye est si humide que les représentants de la cour de Dresde qui viennent assister à l'élection de Cunégonde refusent d'y passer la nuit. La ville d'Essen est provinciale, les rues y sont dangereuses et la vie culturelle y est quasiment inexistante. Cunégonde retarde son arrivée en ville en grande pompe jusqu'au 9 octobre 1777, et repart le lendemain.
Cunégonde est influente à la cour de son frère Clément Wenceslas à Coblence. Il est archevêque-électeur de Trèves et ne prend quasiment aucune décision sans l'avoir consultée. Elle influence en particulier ses décisions domestiques. Elle ne séjourne que rarement dans ses abbayes, préférant les administrer à distance ; elle entre souvent en conflit avec leurs chapitres car elle ne connaît pas leurs droits coutumiers. Son conseiller Johann Jakob Schmitz tente de mettre en œuvre son propre idéal de despotisme éclairé, mais se heurte fréquemment aux droits de ses chapitres, de ses domaines ou de la ville.
En 1781, une réforme judiciaire est bien acceptée, mais en 1786, le conflit s'envenime, quand Cunégonde promulgue des lois sur l'exploitation de la forêt et la chasse, mais les chanoinesses du chapitre qui représentent les domaines contestent ces lois devant la Chambre impériale. Les deux partis comprennent que cette contestation ne résoudra pas le conflit de pouvoir latent. En 1792, Johann Jakob Schmitz quitte Essen et accepte un poste de professeur à l'Université de Bonn. Après son départ, l'abbesse et les gestionnaires de ses domaines désirent négocier un compromis, conclu après de longues négociations le 17 septembre 1794. Ils produisent la première constitution écrite de la principauté, dans laquelle les pouvoirs de l'abbesse et des chanoinesses des domaines sont délimités. Cela améliore les rapports entre l'abbesse, qui n'a plus visité Essen depuis 1792, et son chapitre.
En plus de cette constitution et de cette réforme judiciaire, Cunégonde promulgue une interdiction de l'avortement et des lois régulant les activités des chirurgiens et des sages-femmes. Elle fonde également une école pour les filles des classes supérieures, et travaille à l'institution de l'instruction obligatoire et à une réduction du nombre de jours fériés. La précédente abbesse, Françoise-Christine de Palatinat-Soulzbach, ayant dilapidé les fonds de l'abbaye, le chapitre s'oppose aux plans de Cunégonde quand celle-ci veut dépenser de l'argent et son plan d'agrandir le château de Borbeck reçoit un veto. Lorsqu'elle veut avancer de l'argent pour faire construire une route reliant le comté de La Marck à la ville de Wesel, qui appartenaient à la Prusse, un veto lui est également opposé. Elle utilise alors ses propres fonds pour faire construire la route, qui améliore de manière significative le trafic dans la région.
Le 3 août 1802, les troupes prussiennes occupent son territoire, et un processus de sécularisation s'engage. Cunégonde perd ses pouvoirs exécutifs, mais garde son statut de souveraine ecclésiatique. Un traité signé avec le royaume de Prusse lui accorde une rente annuelle de 6 500 thalers provenant des revenus de son abbaye, qu'elle gardera toute sa vie.

### Femme d'affaires

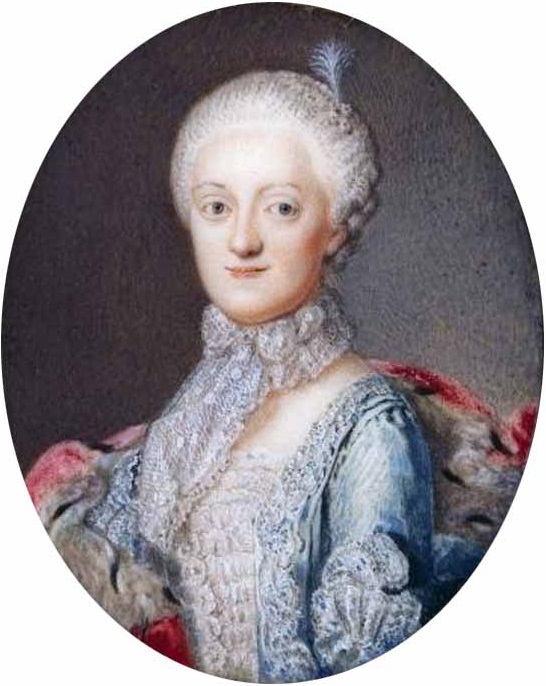
Cunégonde de Saxe vers 1780.

Cunégonde de Saxe démontre un grand talent pour les affaires, inhabituel pour une femme de son rang. Lorsque son chapitre lui refuse les fonds nécessaires pour faire construire sa route entre Wesel et le comté de La Marck, elle emprunte elle-même de l'argent et fait construire la route avec un péage en tant qu'entrepreneur privé. Cette route lui rapporte 17 000 thalers par an. Comme il s'agit d'une entreprise privée, elle ne la perd pas quand son abbaye est sécularisée. En 1803, elle vend la route à la Prusse, qui voulait posséder cette voie importante sur son nouveau territoire, pour 45 000 thalers.
Elle peut également être considérée comme une pionnière de l'industrie lourde dans la Ruhr. On découvre du minerai de fer dans les marais de la rivière Emschen ; on réalise l'importance de cette découverte au milieu du XVIIIe siècle et les premières aciéries apparaissent alors dans la région. Cunégonde investit personnellement dans plusieurs d'entre elles : par exemple, en 1787, elle achète des parts de l'aciérie de Gut Hoffnung (« bon espoir »). En 1789, elle fonde une compagnie qui obtient le 23 janvier 1791 l'autorisation de diriger l'aciérie de Neue Essen (« nouvelles forges »). En 1796, elle achète l'aciérie Saint-Antoine à Oberhausen. Elle invite l'entrepreneur Gottlob Jacobi, de Coblence, à venir à Essen, et en 1799, il devient son coactionnaire. Comme pour la route, ces aciéries sont des compagnies privées qui ne sont donc pas affectées par la sécularisation de l'abbaye. Le 24 mai 1805, elle vend ses actions pour 23 800 thalers à Franz Haniel, qui rachète aussi avec ses frères Gute Hoffnung à Heinrich Arnold Huyssen pour former le conglomérat de Gutehoffnungshütte qui existe encore aujourd'hui sous le nom de MAN SE.

### Décès
L'abbaye de Thorn est médiatisée en 1795, celle d'Essen en 1802. Après cela, Cunégonde continue de vivre avec son frère Clément Wenceslas de Saxe, principalement à Oberndorf en Bavière. Lorsqu'il meurt en 1812, elle quitte Oberndorf avant ses funérailles, et retourne à Dresde auprès de son neveu Frédéric-Auguste Ier de Saxe.
Elle meurt à Dresde le 8 avril 1826. Trois jours après, elle est enterrée dans la nouvelle crypte de la Cathédrale de la Sainte-Trinité de Dresde. Elle a écrit son testament en 1821, qui est redécouvert dans les archives de Saxe à Dresde en 2001. Dans son testament, elle laisse clairement entendre que bien qu'elle n'ait plus visité Essen après 1792, elle a gardé de l'intérêt pour le bien-être de son ancienne principauté et de son entourage. Beaucoup de personnages de sa cour ont reçu des legs, de son précepteur von Abeck et sa secrétaire, jusqu'aux cuisiniers et aux lingères, ainsi que son médecin personnel Georg Brüning et ses cochers. Son neveu devait payer ses legs en « bon argent ».